# خوان غابرييل فاسكيز
خوان غابرييل فاسكيز (بالإسبانية: Juan Gabriel Vásquez)‏‏ (1973 في بوغوتا - ) كاتب، وصحفي، ومترجم، وروائي من كولومبيا.

## الجوائز
- Prix Roger Caillois [الإنجليزية]‏
- جائزة دبلن الأدبية الدولية  [لغات أخرى]‏
- نيشان الفنون والآداب من رتبة فارس
- وسام إيزابيلا الكاثوليكية
- Premio Real Academia Española  [لغات أخرى]‏
- جائزة الفاجوارا

## روابط خارجية
- خوان غابرييل فاسكيز على موقع IMDb (الإنجليزية)
- خوان غابرييل فاسكيز على موقع مونزينجر (الألمانية)
- خوان غابرييل فاسكيز على موقع قاعدة بيانات الفيلم (الإنجليزية)